# Estil cognitiu
En psicologia, l'estil cognitiu fa referència al mode habitual de processar la informació i d'utilitzar els recursos cognitius(com la percepció, la memòria, el processament). Sternberg defineix l'estil cognitiu com el conjunt de preferències que un individu té d'utilitzar les seves aptituds.
L'estil cognitiu d'una persona determina com pensa i com tracta la informació, per tant defineix diferents estils d'aprenentatge i de raonament. Així doncs, observarem que diverses persones poden tenir una formació i unes aptituds similars i, en canvi, diferenciar-se clarament pels estils, per la manera de fer front a noves situacions, per la forma de resoldre problemes. Aquests estils integren elements cognitius, emocionals, estratègics, etc. que condicionaran l'eficàcia de l'actuació.
D'acord amb l'estil cognitiu es donarà, també, una manera particular d'aprendre (estils d'aprenentatge). Tot i així, malgrat unes tendències més accentuades, cada individu pot variar d'estil d'acord amb les circumstàncies que es donin.
L'estil cognitiu està lligat al concepte d'intel·ligències múltiples de Howard Gardner, en el sentit que cada persona té més desenvolupades unes facultats, siguin innates o promocionades, que són les que aplica preferentment per copsar i analitzar dades de l'entorn.
Un alumne amb un estil cognitiu d'acord amb la manera d'explicar del professor aprendrà més de pressa a les classes. Per això és important que el docent variï la manera de presentar els conceptes i les activitats proposades, per atendre correctament la diversitat dels estudiants. Igualment, en el món laboral són més eficients els equips amb estils cognitius similars. A més a més, poder desenvolupar tasques adequades al propi estil cognitiu augmenta la motivació
Tradicionalment es distingeix entre persones visuals, auditives i cinestèsiques. Les visuals aprenen millor a partir de gràfics, esquemes i memoritzen la posició de les dades en el paper. Les auditives tenen el llenguatge més desenvolupat i recorden millor les explicacions de l'aula, així com els resums. Les cinestèsiques aprenen millor allò que practiquen, per inducció i repetició. La majoria de teories psicològiques amplien aquestes tres subcategories a d'altres, per atendre millor la varietat d'estils cognitius, però no hi ha acord entre elles a part d'aquesta tríada bàsica.